# Synodontis decorus
Synodontis decorus är en afrikansk fiskart i ordningen malartade fiskar som förekommer i Kamerun, Kongo-Brazzaville och Kongo-Kinshasa. Den är främst nattaktiv. Den kan bli upp till 31,8 cm lång och cirka 6 år gammal.